# Isabel Miranda de Wallace
María Isabel Miranda Torres (Ciudad de México, 27 de mayo de 1951-Ciudad de México, 8 de marzo de 2025), conocida como Isabel Miranda de Wallace, fue una política mexicana. Fue fundadora y presidenta de la asociación civil Alto al Secuestro, ganadora del Premio Nacional de Derechos Humanos 2010 de manos del presidente Felipe Calderón. Fue candidata del Partido Acción Nacional a la jefatura de Gobierno del Distrito Federal en las elecciones locales de 2012. Investigaciones periodísticas afirman que orquestó la desaparición de su hijo en 2005 para protegerlo de un narcotraficante e hizo encarcelar y torturar a unos sesenta inocentes muchos de los cuales ya fue confirmada su tortura por la suprema corte de justicia de México.

## Biografía

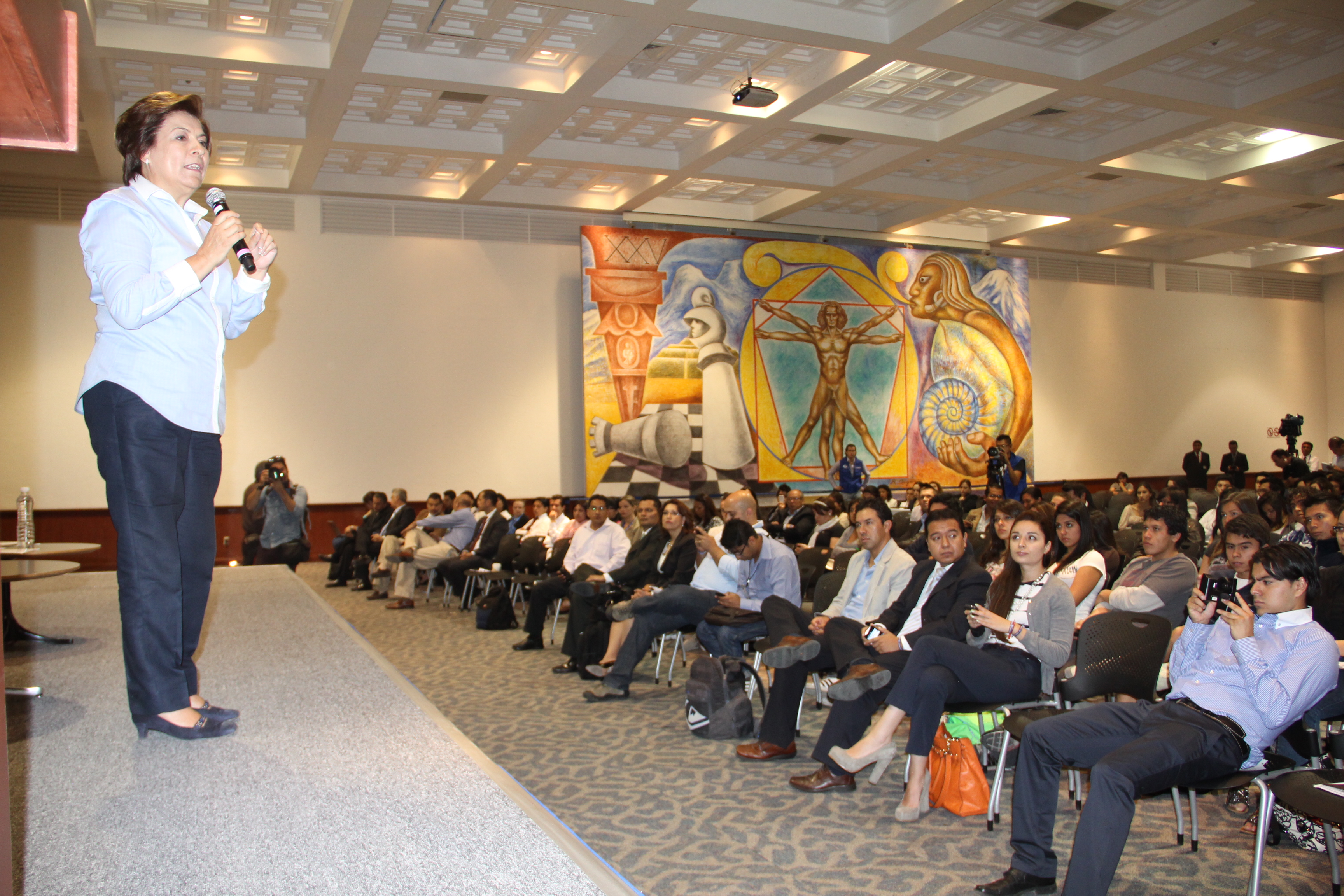
Wallace hablando en el Instituto Tecnológico y de Estudios Superiores de Monterrey, Campus Ciudad de México durante la campaña del 2012

María Isabel Miranda Torres o Isabel Miranda de Wallace fue conferencista en temas de prevención, seguridad, participación ciudadana, familia, entre otros. 
Debido al supuesto secuestro y asesinato de su hijo Hugo Alberto Wallace Miranda el 11 de julio de 2005, fundó la organización Alto al Secuestro A.C. brindando asesoría a familiares y víctimas de secuestro.
En 2010, recibió de manos del presidente Felipe Calderón el Premio Nacional de Derechos Humanos, pese a las denuncias formales de detención ilegal, tortura y encarcelamiento injusto de sus inculpados por el supuesto secuestro de su hijo. Formó parte del Comité Especial de Seguimiento y Evaluación de la Estrategia Nacional Antisecuestro, participó en la Agenda Ciudadana con el Observatorio Nacional Ciudadano y formó parte del Consejo.
El 11 de enero de 2012 fue presentada como la candidata ciudadana del Partido Acción Nacional (PAN) a la jefatura de Gobierno del Distrito Federal (GDF) para el periodo 2012-2018.
Miranda de Wallace falleció a los 73 años de edad por complicaciones derivadas de una operación. Primeramente fue reportado que falleció en un hospital distinto al reportado en su acta de defunción, lo que provocó cuestionamientos en torno a la veracidad de la información. Su deceso fue confirmado el sábado 8 de marzo de 2025.  

## Controversias

### Acusación de falsedad del caso Wallace
En abril de 2012, la revista Proceso publicó que en 1998 Wallace fue acusada por la entonces delegación Tlalpan por resistencia de particulares y tentativa de homicidio, cuando ella, al mando de un grupo de empleados suyos, impidió el retiro de anuncios espectaculares que su empresa —Showcase Publicidad— tenía instalados en la ciudad, por lo que fue consignada al Reclusorio Norte de la Ciudad de México. Fue puesta en libertad después de cinco días, por la intervención de su abogado, Ricardo Martínez Chávez, quien trabajaba en la Procuraduría General de Justicia del Distrito Federal, exonerada de algunos de los cargos, y sancionada por desacato a la autoridad.
El 31 de mayo de 2014, se presentó una investigación hecha en dos frentes, la de Anabel Hernández, en la revista Proceso y la de Guadalupe Lizárraga, de Los Angeles Press (investigación dividida en ocho partes), que arrojaron indicios de vida de Hugo Alberto Wallace Miranda. Lizárraga continuó la investigación y en 2018 reveló la doble identidad oficial de Hugo Alberto Wallace Miranda y/o Hugo Alberto Miranda Torres. La periodista reveló en abril de 2019 una tercera identidad de la supuesta víctima como Hugo Alberto León Miranda y presentó a su padre biológico, el doctor Carlos León Miranda; además, denunció la fabricación de la prueba de ADN con la gota de sangre plantada por la Procuraduría  General de la República (PGR) siete meses después. Con ello, presume la inocencia de siete víctimas de tortura y encarcelamiento, a quienes Miranda acusaba directamente del supuesto secuestro, y a otras dos víctimas más de estar asociadas como un grupo delictivo, hechos que dio a conocer en formato de libro El falso caso Wallace.